# USS Richard G. Lugar (DDG-136)
«Річард Лугар» (англ. USS Richard G. Lugar (DDG-136)) - ескадрений міноносець КРО типу «Арлі Берк» ВМС США, серії III. 

## Історія створення
Ескадрений міноносець «Річард Лугар» був замовлений 27 вересня 2018 року. Це 86-й корабель даного типу.
Свою назву отримав на честь сенатора Річарда Лугара. Про присвоєння назви 18 листопада 2019 року оголосив Міністр військово-морських сил США Річард Спенсер..